# Women's Asia-Pacific Sevens Championship
El Asian Sevens Series Femenino (Campeonato Femenino de rugby 7 de Asia-Pacífico) es un torneo femenino de selecciones de rugby 7 que agrupa a selecciones de Asia y Oceanía.

## Campeonatos
| Edición | Sede          | Campeón            | Resultado | 2º puesto          |
| ------- | ------------- | ------------------ | --------- | ------------------ |
| 2010    | Kota Kinabalu | Kazajistán         | 22 - 15   | Papúa Nueva Guinea |
| 2011    | Kota Kinabalu | Papúa Nueva Guinea | 24 - 10   | China              |
| 2012    | Kota Kinabalu | Australia          | 36 - 17   | Japón              |
| 2013    | Shanghái      | China              | 29 - 10   | Japón              |
| 2015    | Sandakan      | Japón              | 27 - 7    | China              |

## Posiciones
Número de veces que las selecciones ocuparon las dos primeras posiciones en todas las ediciones.
| Año                | Campeón | 2º puesto |
| ------------------ | ------- | --------- |
| China              | 1       | 2         |
| Japón              | 1       | 2         |
| Papúa Nueva Guinea | 1       | 1         |
| Australia          | 1       |           |
| Kazajistán         | 1       |           |